# Vincent Morisset
Pour les articles homonymes, voir Morisset.
Vincent Morisset, né à Montréal, est un réalisateur et programmeur québécois, principalement auteur d’œuvres interactives.

## Biographie
Vincent Morisset travaille régulièrement, au sein du studio montréalais Aatoaa, avec le compositeur Philippe Lambert, le programmeur Édouard Lanctôt-Benoit et l'animatrice Caroline Robert.
Ami du groupe Arcade Fire, il réalise plusieurs de leurs clips dont Neon Bible ou Just a reflektor en 2013, qui propose au spectateur d'influer sur les images du clip avec son smartphone ou son curseur en y ajoutant des reflets ou des effets de flou. 
En 2011, il conçoit BLA BLA (en), un  «film pour ordinateur» interactif produit par l'Office national du film du Canada (ONF). Mêlant animation traditionnelle, modélisation 3D et capture des mouvements d'une marionnette, il met en scène un personnage anonyme dans le processus d'apprentissage de la parole. Durant plusieurs chapitres, l'internaute interagit avec lui en cliquant sur l'écran, sans consignes particulières. BLA BLA est présenté durant un mois à la Gaîté lyrique, à Paris, au printemps 2012.
Vincent Morisset gagne le prix de l'« Outstanding Creative Achievement In Interactive Media » aux Creative Arts Emmy Awards en 2014.
Il réitère une expérience semblable en février 2015 avec Jusqu'ici (en), qu'il décrit comme une «expérience web 360°». Cette promenade en forêt interactive a également pu être essayée par le public avec un casque Oculus Rift lors des événements organisés au Festival du film de Sundance, ou au lancement du projet à Montréal.

## Filmographie

### Documentaires
- 2011 : Inni, documentaire sur le groupe Sigur Rós
- 2009 : Miroir noir, live et documentaire sur le groupe Arcade Fire

### Films interactifs
- 2007 : be oNline B, clip interactif pour la chanson Neon Bible d'Arcade Fire
- 2008 : Sleeping Sickness, clip interactif pour la chanson Sleeping Sickness de City and Colour
- 2011 : BLA BLA, «film pour ordinateur»
- 2011 : Sprawl II, clip interactif pour la chanson Sprawl II (Mountains Beyond Mountains) d'Arcade Fire
- 2013 : Just a reflektor, clip interactif pour la chanson Reflektor d'Arcade Fire
- 2015 : Jusqu'ici, «expérience web 360°»